# لوسيت مشرشر
لوسيت مشرشر (الاسم العلمي: Lecythis serrata) هو نوع من النباتات يتبع جنس اللوسيت من الفصيلة اللوسيتية. يتواجد هذا النوع من النبات فقط في البرازيل وهو مهدد بفقدان الموائل. تم وصف هذا النوع من النبات علمياً لأول مرة من قبل سكوت أ. موري سنة 1990.